# Gentlea
Gentlea es un género de   arbustos pertenecientes a la antigua familia  Myrsinaceae, ahora subfamilia Myrsinoideae. Comprende 23 especies descritas y de estas, muchas son sinónimos. Es originaria desde México a Perú.

## Descripción
Son arbustos o árboles pequeños; plantas hermafroditas. Hojas alternas; pecioladas. Inflorescencias terminales, paniculadas, más anchas que largas, cortamente pedunculadas o subsésiles, brácteas florales delgadas, caducas, flores corimbosas, 4–6-meras, pediceladas; sépalos inconspicuamente imbricados, connados basalmente o casi libres; pétalos connados 1/4–1/2 de su longitud en un tubo, los lobos imbricados en yema, patentes y algunas veces de apariencia valvada en la antesis; estambres exertos, excediendo los pétalos, filamentos largos y delgados, anteras diminutas, cordadas, dorsifijas, epunteadas o inconspicuamente punteado-glandulares dorsalmente; pistilo ovoide o subgloboso, estilo delgado, algunas veces igualando a la corola, estigma diminuto, punctiforme, óvulos pocos a muchos, bi- o pluriseriados.

## Taxonomía
El género fue descrito por Cyrus Longworth Lundell y publicado en Wrightia 3(6): 100. 1964. La especie tipo es:  Gentlea venosissima (Ruiz & Pav.) Lundell. 

## Especies seleccionadas
- Gentlea auriculata
- Gentlea austin
- Gentlea costaricensis
- Gentlea crenulata
- Gentlea cuneifolia
- Lista completa de especies